# Obsjtina Chajredin
Obsjtina Chajredin (bulgariska: Община Хайредин) är en kommun i Bulgarien.   Den ligger i regionen Vratsa, i den nordvästra delen av landet, 100 km norr om huvudstaden Sofia.
Obsjtina Chajredin delas in i:
- Bărzina
- Manastirisjte
- Michajlovo
- Rogozen

Följande samhällen finns i Obsjtina Chajredin:
- Chajredin

Trakten runt Obsjtina Chajredin består till största delen av jordbruksmark. Runt Obsjtina Chajredin är det ganska glesbefolkat, med 38 invånare per kvadratkilometer.